# Sezionatrice
La Sezionatrice è una macchina per la lavorazione del legno usata per tagliare uno o più pannelli contemporaneamente.
Pur esistendo sezionatrici a taglio finito che praticano tagli particolarmente precisi e privi di scheggiature solitamente le sezionatrici si usano per effettuare dei pretagli che verranno completati dalle squadratrici o da pantografi e centri di lavoro punto-punto.

## Tipi
- Sezionatrice verticale è composta da una struttura di appoggio verticale lievemente inclinata sul quale viene appoggiato verticalmente il foglio da sezionare. Un braccio muove una sega circolare in orizzontale o in verticale tagliando il pannello. Di solito questo tipo di sezionatrice è apprezzato per l'occupazione ristretta di spazio ma spesso per lavorazioni più consistenti si preferiscono le sezionatrici orizzontali perché più facilmente automatizzabili e meno impegnative nella fase di carico e scarico dei pannelli.
- Sezionatrice orizzontale è composta da un banco di lavoro orizzontale sul quale viene appoggiato il foglio da sezionare. Sul banco è montato un ponte superiore o una feritoia fissa sul lato inferiore che permette ad una sega circolare di attraversare il banco sezionando il foglio. In quest'ultimo tipo di sezionatrice spesso è presente anche un sistema di spintori ossia dei bracci mobili che spingono il pannello nella giusta posizione di taglio o forniscono un riferimento in appoggio per la misurazione.  Esistono inoltre sezionatrici automatiche provviste di un banco elevatore nel quale si depositano diversi fogli di materiale da sezionare, uno spintore preleva uno o più fogli da tale banco facendoli scorrere verso il banco di taglio dove un carro lame procede al taglio; moltissime volte inoltre tali macchine automatiche hanno una botola che permette alla macchina di scartare le refilature e gli sfridi dei pannelli in automatico. A tale botola è, a richiesta, associato un nastro trasportatore sulla cui uscita è posta una ghigliottina con il compito di troncare le refilature a una misura tale da essere adatta a un successivo nastro trasportatore che scarica in un cassone per lo smaltimento.
- Sezionatrice multilama tra le sezionatrici orizzontali vi è da evidenziare anche le macchine multilama che offrono tagli o sezionature multiple del pannello in movimento in un passaggio singolo. Le sezionatrici multilama possono essere a mandrino portautensili unico (largo quindi quanto la capacità del banco di taglio) oppure a teste porta-lama dal posizionamento indipendente. Questa soluzione di macchine trova applicazione negli impianti industriali dove l'elevata produttività gioca un ruolo fondamentale.

## Altre caratteristiche
Nelle sezionatrici orizzontali la corsa del carro lame viene spesso coperta da una barra o un carter usualmente protetto con fotocellule o finecorsa di emergenza che scende premendo i fogli da tagliare prima che il carro lame compia la sua corsa. Tale parte è chiamata pressore o pressoio e risulta molto utile in quanto oltre ad offrire una valida protezione contro gli incidenti blocca il pannello evitando che si muova, oscilli o sia deformato durante la lavorazione.
Spesso (ma non necessariamente) sulle sezionatrici vengono montate delle seghe chiamate incisori che incidono appunto la sola superficie del pannello senza tagliarlo completamente prima dell'intervento della sega da taglio: questo sistema crea un taglio più netto e senza schegge anche su superfici dure come il melamminico. Gli incisori nelle moderne sezionatrici possono essere spenti o accesi a seconda della lavorazione.
Per evitare graffi sulle superfici o facilitare la movimentazione inoltre molte sezionatrici sono dotate di banchi con rotelle, sfere o ad aria compressa. Tuttavia soluzioni come le rotelle pur facilitando il movimento dei pannelli richiedono ogni tanto un controllo per il rischio che una singola rotella si blocchi per via della segatura, graffiando il materiale.
Ci sono sezionatrici che per minimizzare i graffi hanno il piano macchina rivestito con moquette.
Quando sono richiesti grossi volumi di lavoro e sezionature sia longitudinali che trasversali si montano i cosiddetti impianti angolari che in pratica sono costituiti da due sezionatrici automatiche montate in sequenza nella quale una prima macchina esegue il taglio longitudinale alimentando la seconda macchina che effettua il taglio trasversale